# 윙스 하우저
윙스 하우저(Wings Hauser, 1947년 12월 12일 ~ 2025년 3월 15일)는 미국의 배우, 각본가, 텔레비전 배우, 영화배우, 영화 프로듀서이다.

## 영화
- 루버 (2010년) - 맨 인 휠체어 역
- 어벤징 엔젤 (2007년)
- 스톤 엔젤 (2007년) - 늙은 브람 역
- 클린 앤 내로우 (1999년)
- 인사이더 (1999년)
- 살인 이중주 (1996년)
- 캐니벌스 (1996년)
- 버닝 시티 (1996년)
- 건스 앤 립스틱 (1995년)
- 브로큰 바 (1995년)
- 워쳐스 대습격 3 (1994년) - 퍼거슨 역
- 스킨스 (1994년)
- 누명 2 (1992, Frame-Up II: The Cover-Up)
- 비정의 집행자 (1991년)
- 누명 (1991, Frame Up)
- 샤도우 데스 (1991년)
- 이승과 저승 (1991년)
- 와일딩 (1991년)
- 비스트마스터 2 (1991년)
- 콜드파이어 (1990년)
- 아웃 오브 사이트, 아웃 오브 마인드 (1990년)
- 자유의 투사 (1990년)
- 드라큐라의 저주 (1990년)
- 베드룸 아이스 2 (1990년)
- 음모의 라스베가스 (1990년)
- 비버리힐즈의 아이들 (1990년)
- 집행자 (1990년)
- 글로리아 (1989년)
- 카펜터 (1988년)
- 나이트메어 눈 (1988년) - 켄 역
- 로잔느 아줌마 (1988년)
- 하이웨이맨 (1987년)
- 죽음의 탈출 (1987년)
- 인질 (1987년)
- 터프가이는 춤을 못 춰 (1987년)
- 노 세이프 (1987년)
- 3시 15분 (1986년)
- 5인의 특공대 (1985년)
- 나이트 샤도우스 (1984년)
- 욕망의 최후 (1984년)
- 스토니 (1983년)
- 지옥의 7인 (1983년)
- A 특공대 - TV시리즈 (1983년)
- 바이스 스퀘드 (1982년)
- 여교사 (1982년)
- 누가 이 비를 멈추랴 (1978년)
- 더 영 앤 더 레스트리스 (1973년)